# Alcóntar
Alcóntar é um município da Espanha na província de Almería, comunidade autónoma da Andaluzia, de área 94,02 km² com população de 603 habitantes (2009) e densidade populacional de 6,41 hab/km².

## Demografia
| Variação demográfica do município entre 1996 e 2008 | Variação demográfica do município entre 1996 e 2008 | Variação demográfica do município entre 1996 e 2008 | Variação demográfica do município entre 1996 e 2008 |
| --------------------------------------------------- | --------------------------------------------------- | --------------------------------------------------- | --------------------------------------------------- |
| 1996                                                | 2001                                                | 2004                                                | 2008                                                |
| 621                                                 | 656                                                 | 650                                                 | 597                                                 |